# Alpha Dog
Alpha Dog (Sospechas mortales en español) es una película estadounidense de 2006, escrita y dirigida por Nick Cassavetes. Está basada en el secuestro y asesinato de Nicholas Markowitz (representado por el personaje Zack Mazursky) en California en 2000, y la implicación en el crimen del traficante de drogas Jesse James Hollywood (representado por el personaje Johnny Truelove).

## Argumento
Johnny Truelove es un conocido traficante de drogas en su vecindario. Aunque solo tiene 19 años, posee una bonita casa, un coche caro y tiene un grupo de leales amigos que le ayudan en su negocio. Incluso su padre, Sonny Truelove, le provee de marihuana. Estando de marcha se encuentra con Jake Mazursky, uno de sus distribuidores. 
Cuando Jake falla al cobrar una deuda por drogas para Johnny, éstos se pelean y, en venganza, Jake entra a robar en casa de Johnny. Johnny y sus amigos Frankie y Tiko responden secuestrando al medio hermano de 15 años de Jake, Zack, para así forzar a Jake a pagar la deuda él mismo. Zack, mientras tanto, empieza a disfrutar de su secuestro. Se lo toma como un pequeño descanso de su casa y su familia. Le dan bebidas alcohólicas, drogas y pierde la virginidad; además confía en que su hermano pagará pronto su deuda y así será liberado.
Sin embargo no paga y, dándose cuenta de que irá a la cárcel por mucho tiempo por haber secuestrado a Zack, Truelove ordena su asesinato y sus amigos lo hacen. Sin embargo la novia de uno de ellos, horrorizada por lo que hicieron y habiendo pensado que no iban a hacerlo, los denuncia y tanto él como los demás son luego arrestados y condenados por el crimen. Los amigos de Truelove reciben muy largas condenas e incluso uno recibe la pena de muerte por el asesinato mientras que Truelove es capturado por Interpol años después en Paraguay, adonde había huido para evitar ser arrestado. Se espera que sea enjuiciado y que pidan la pena de muerte por lo que hizo.

## Reparto
| Actor              | Papel                | Inspiración           |
| ------------------ | -------------------- | --------------------- |
| Emile Hirsch       | Johnny Truelove      | Jesse James Hollywood |
| Justin Timberlake  | Frankie Ballenbacher | Jesse Rugge           |
| Shawn Hatosy       | Elvis Schmidt        | Ryan Hoyt             |
| Ben Foster         | Jake Mazursky        | Benjamin Markowitz    |
| Anton Yelchin      | Zack Mazursky        | Nicholas Markowitz    |
| Sharon Stone       | Olivia Mazursky      | Susan Markowitz       |
| Chris Marquette    | Keith Stratten       | Graham Pressley       |
| Fernando Vargas    | Tiko "TKO" Martinez  | William Skidmore      |
| Lukas Haas         | Buzz Fecske          |                       |
| Bruce Willis       | Sonny Truelove       | John "Jack" Hollywood |
| Harry Dean Stanton | Cosmo Gadabeeti      | Jon Roberts           |
| Olivia Wilde       | Angela Holden        | Michelle Lasher       |
| Amanda Seyfried    | Julie Beckley        | Jeanine               |